# 安達時顯
安達時顯（日语：／ Adachi Tokiaki，？—1333年7月4日）是日本鎌倉時代末期鎌倉幕府的有力御家人，秋田城介安達氏一族，父親是死於霜月騷動的安達宗顯，祖父是安達顯盛。

## 生涯
弘安8年（1285年）爆發的霜月騷動中，時顯的父親宗顯等多名安達氏一族被殺，當時年紀尚幼的時顯則被乳母抱走逃脫。其後，時顯得到政村流北条氏的庇護下，他在德治2年（1307年）之前由烏帽子親北條時村在元服時賜其「時」字而得名時顯。永仁元年（1293年）爆發的平禪門之亂中，平賴綱被消滅後，安達氏一族得已復出，時顯則在政村流北條氏的支持下繼承安達氏歷代家督出任的秋田城介。時顯最早在史料上出現於《一代要記》德治2年（1307年）1月22日條，在翌年時已經就任秋田城介。
應長元年（1311年），第9代執權北條貞時死去，臨終前將9歲的嫡子北條高時托付給時顯和長崎圓喜。文保元年（1317年），時顯替父親舉行第33次忌日的供養。正和5年（1316年），14歲的高時繼任執權，並且娶時顯之女為妻，從而導致時顯成為得宗的外戚，另一方面時顯的嫡子安達高景則娶圓喜之女為妻，加強與內管領的關係，權傾一時。
元亨4年（1324年）9月，後醍醐天皇倒幕計劃遭到洩漏，涉事的公家被六波羅探題處罰，後醍醐天皇為了辯解，派遣了萬里小路宣房前往鎌倉，時顯則與圓喜一同向其質問，無法辯明的宣房更遭到時顯嘲笑。正中3年（1326年）3月，高時出家後，時顯也跟隨出家，號延明。其後，就高時繼承人的問題，北條氏一門意見分歧，長崎氏主張由高時的側室，御內人五大院宗繁之妹誕下的北條邦時，與此同時，時顕和安達一族則表示希望由高時之弟北條泰家繼位，最終決定將嫡子定為邦時，即嘉曆之騷動。
元弘3年或正慶2年（1333年），鎌倉幕府滅亡，時顯便與北條氏一門在東勝寺合戰中自殺身亡。